# Colotitlan
Colotitlán es un pueblo que forma parte del municipio de Tenamaxtlán, en Jalisco, México.